# 2024년 하계 올림픽 독일 선수단
2024년 하계 올림픽 독일 선수단(독일어: Deutschland bei den Olympischen Sommerspielen 2024)은 2024년 7월 26일부터 8월 11일까지 프랑스 파리에서 열린 2024년 하계 올림픽에 참가한 올림픽 독일 선수단이다.

## 출전 선수
| 종목           | 남자 | 여자 | 전체 |
| -------------- | ---- | ---- | ---- |
| 골프           | 2    | 2    | 4    |
| 근대5종        | 2    | 2    | 4    |
| 농구           | 12   | 16   | 28   |
| 다이빙         | 4    | 5    | 9    |
| 레슬링         | 3    | 4    | 7    |
| 배구           | 14   | 4    | 18   |
| 배드민턴       | 3    | 1    | 4    |
| 복싱           | 1    | 1    | 2    |
| 사격           | 5    | 8    | 13   |
| 사이클         | 12   | 13   | 25   |
| 서핑           | 1    | 1    | 2    |
| 수영           | 15   | 10   | 25   |
| 스케이트보드   | 1    | 1    | 2    |
| 스포츠클라이밍 | 2    | 1    | 3    |
| 승마           | 6    | 3    | 9    |
| 양궁           | 1    | 3    | 4    |
| 요트           | 7    | 7    | 14   |
| 유도           | 4    | 6    | 10   |
| 육상           | 42   | 37   | 79   |
| 조정           | 18   | 5    | 23   |
| 카누           | 12   | 12   | 24   |
| 체조           | 6    | 10   | 16   |
| 축구           | 0    | 18   | 18   |
| 탁구           | 3    | 3    | 6    |
| 태권도         | 0    | 1    | 1    |
| 테니스         | 5    | 4    | 9    |
| 트라이애슬론   | 3    | 3    | 6    |
| 펜싱           | 1    | 1    | 2    |
| 하키           | 16   | 16   | 32   |
| 핸드볼         | 14   | 14   | 28   |
| 전체           | 215  | 212  | 427  |

## 메달 집계
| 종목 | 1 | 2 | 3 | 합계 |
| 종목 | ' | ' | ' | '    |
| 종목 | ' | ' | ' | '    |
| 종목 | ' | ' | ' | '    |
| 합계 | ' | ' | ' | '    |

## 종목별 성적

### 골프
남자
- 마티 슈미트
- 슈테판 예거

여자
- 알렉산드라 푀르슈테를링
- 에스터 헨젤라이트

### 근대5종
남자
- 마르빈 도그
- 파비안 리비히

여자
- 레베카 랑러
- 아니카 슐로이

### 농구
남자
여자

### 다이빙
남자
- 라르스 뤼디거
- 티모 바르텔
- 모리스 베제만
- 제이든 아이커만

여자
- 예테 뮐러
- 크리스티나 바센
- 자스키아 외팅하우스
- 파울리네 파이프
- 레나 헨첼

### 레슬링
남자
- 루카스 라초기아니스
- 옐로 크라머
- 에리크 틸레

여자
- 루이자 니메슈
- 아니카 벤틀레
- 아나스타지아 블라이바스
- 잔드라 파루셰프스키

### 배구
남자

### 배드민턴
남자
- 마르크 람스푸스
- 플로리안 로트
- 마르핀 자이델

여자
- 이본 리

### 복싱
남자
- 마고메트 샤히도프
- 막시 클뢰처

여자
- 넬비 티아파크

### 사격
남자
- 크리스티안 라이츠
- 로빈 발터
- 막시밀리안 울브리히
- 스벤 코르테
- 플로리안 페터

여자
- 나딘 메서슈미트
- 카트린 무르헤
- 리자 뮐러
- 넬레 비스머
- 아나 얀센
- 요제핀 에더
- 도렌 페네캄프

### 사이클
남자
- 막시밀리안 되른바흐
- 테오 라인하르트
- 슈테판 뵈티허
- 토비아스 부크그람코
- 필리프 샤우프
- 막시밀리안 샤흐만
- 율리안 셸프
- 루카 슈바르츠바워
- 루카 슈피겔
- 로거 클루게
- 닐스 폴리트
- 팀 토른 토이텐베르크

여자
- 파울리네 그라보슈
- 안토니아 니더마이어
- 리안 리페르트
- 킴 레아 뮐러
- 알리나 베크
- 니나 벤츠
- 프란치스카 브라우세
- 라우라 쥐세밀히
- 프란치스카 코흐
- 미케 크뢰거
- 리자 클라인
- 레아 프리드리히
- 에마 힌체

### 서핑
남자
- 팀 엘더

여자
- 카밀라 켐프

### 수영
남자
- 루카스 메르텐스
- 플로리안 벨브로크

여자
- 이자벨 고제

### 스케이트보드
남자
- 타일러 에트마이어

여자
- 릴리 슈퇴파지우스

### 스포츠클라이밍
남자
- 알렉산더 메고스
- 야니크 플로헤

여자
- 루시아 되르펠

### 승마
- 제시카 폰 브레도베른틀
- 프레데리크 반드레스
- 이자벨 베르트
- 미하엘 융
- 크리스티안 쿠쿠크

### 양궁
남자
- 플로리안 운루

여자
- 카트리나 바워
- 샤를린 슈바르츠
- 미셸 크로펜

### 요트
남자
- 야니스 마우스
- 제바스티안 쾨르델

여자
- 레오니 마이어
- 테레자 슈타인라인

### 유도
남자
- 에두아르트 트리펠

여자
- 아나마리아 바그너

### 육상
남자
여자
- 알리샤 슈미트

### 조정
남자
여자

### 체조
남자
- 루카스 다우저
- 닐스 둥켈

여자
- 파울리네 셰퍼
- 자라 포스

### 축구
여자

### 카누
남자
여자

### 탁구
남자
- 당 치우
- 티모 볼
- 디미트리 옵차로프

여자
- 니나 미텔함
- 산샤오나
- 아네트 카우프만

### 태권도
여자
- 로레나 브란들

### 테니스
남자
- 얀레나르트 슈트루프
- 알렉산더 츠베레프
- 도미니크 쾨퍼

여자
- 안젤리크 케르버

### 트라이애슬론
남자
- 라세 루르스
- 요나스 숌부르크
- 팀 헬비히

여자
- 라우라 린데만
- 니나 아임
- 리자 테르치

### 펜싱
남자
- 마티아스 사보

여자
- 안 자워

### 하키
남자
여자

### 핸드볼
남자

## 같이 보기
- 2024년 하계 올림픽